# Olympe Versini
Pour les articles homonymes, voir Versini.
Cet article concerne la chef cuisinière Dominique Versini. Pour la femme politique, voir Dominique Versini.
Dominique Versini dite Olympe Versini, née en 1950 (ou 1952, suivant les sources) à Paris 15e, est une chef cuisinière française.
Étoilée au guide Michelin de 1979 à 1988, elle est la plus jeune femme chef étoilée en 1979,. Chroniqueuse au Figaro et à France Inter, elle connaît le succès médiatique dans les années soixante et soixante-dix et est auteure de plusieurs livres de cuisine.
Elle quitte brutalement le monde de la gastronomie étoilée en 1988 et revient dans la restauration en 1993 où elle est considérée comme une précurseure de la bistronomie.

## Biographie
Dominique Jeanne Anne-Marie Madeleine Versini, dite « Olympe » naît le 6 juin 1952, (ou en 1950 suivant d'autres sources,) à Paris (15e arrondissement) et grandit dans le Var jusqu'à ses 16 ans. Sa mère, Olympe Silvy est peintre et a des origines piémontaise et toscane. Son père, Pierre Versini, avocat, est d'origine corse. Elle a une belle-mère martiniquaise (Marcelle Attuly, fille du juge antillais et haut-fonctionnaire gaulliste Robert Attuly),, qui l'initie à la cuisine épicée,. La cuisine est importante dans sa famille et elle l'apprend auprès de sa mère et de sa grand-mère maternelle. Elle commence à cuire des plats sur la braise à l'âge de six ans pendant que sa mère part peindre à l'extérieur et commence à faire des sauces à l'âge de sept ans. Lorsqu'elle fête ses 13 ans, son père lui offre le livre de cuisine Gastronomie Pratique d'Ali-Bab.
À 16 ans, elle part vivre à Paris et épouse Albert Nahmias, alors étudiant en sociologie à Nanterre, avec qui elle a un fils né en 1969, Abel Nahmias (devenu producteur de cinéma). En 1973, pour gagner leur vie, Albert et Dominique « Olympe » Nahmias ouvrent ensemble un petit restaurant à Paris rue du Montparnasse, le Restaurant d'Olympe. Olympe Nahmias, qui a 23 ans, prend la cuisine le temps de rechercher un chef professionnel, qu'elle n'embauchera finalement jamais. Complètement autodidacte, elle réalise une cuisine d'auteur instinctive et spontanée qui s'inscrit dans la mouvance de la Nouvelle cuisine.
Le restaurant obtient du succès dès 1974 après avoir été remarqué par le Gault & Millau,. L'établissement attire le tout-Paris et des personnalités telles que Mick Jagger, Claude Berri, Roman Polanski et le prince Aga Khan ou des chefs de passage à Paris comme Michel Guérard, Paul Bocuse, Jean-Paul Lacombe, les Troisgros, Bernard Loiseau.
Olympe Nahmias devient également une personnalité médiatique et son couple avec Albert Nahmias est un couple vedette de la gastronomie parisienne des années 1970 et 1980. À partir de 1978, elle tient une chronique quotidienne à l'antenne de France Inter avec Ève Ruggieri où elle donne une recette chaque jour. La même année elle publie la Cuisine d’Ève et Olympe. Elle devient également chroniqueuse au Figaro et participe à l'émission d'Ève Ruggieri Le regard des femmes sur TF1. En 1979, le restaurant décroche une étoile au Michelin, après qu'Olympe Versini ouvre un service pour le déjeuner le jeudi midi afin de satisfaire aux critères du guide qui ne pouvait distinguer un restaurant n'ouvrant que le soir.
En 1982, elle donne naissance à sa fille, Sarah .
De 1984 à 1988 elle est chef du restaurant des Bains Douches.
En 1988, Olympe Versini se sépare de son mari et quitte le restaurant. Elle voyage, peint, fait de la photo. Elle participe ensuite au lancement des restaurants des trois magasins Virgin en France et travaille pour l'enseigne pendant quatre ans. En 1993, elle se remet à son compte à Paris en reprenant la Casa Miguel qu'elle rebaptiste Casa Olympe rue Saint-Georges où elle propose une cuisine de bistrot plus traditionnelle. Elle est considérée comme une précurseure de la bistronomie avec Yves Camdeborde,.
Elle prend sa retraite en 2012, et se reconvertie dans la création de bijoux. Elle cède son restaurant à l'été 2013.
Elle reste cependant présente dans les médias, au travers d'un livre, d'interviews et de participation au festival Saveurs&Savoirs.

## Décoration
- Chevalière de l'ordre des Arts et des Lettres (1983)[24].

## Anecdote
Elle aurait inspiré le personnage Colette Tatou du dessin animé Ratatouille,.

#### Bases de données et dictionnaires
- Ressource relative à plusieurs domaines :   - Radio France
- Notices d'autorité :   - ISNI
  - BnF (données)